# Pontiac G8
Pontiac G8 – samochód osobowy klasy wyższej produkowany pod amerykańską marką Pontiac w latach 2007 – 2009.

## Historia i opis modelu

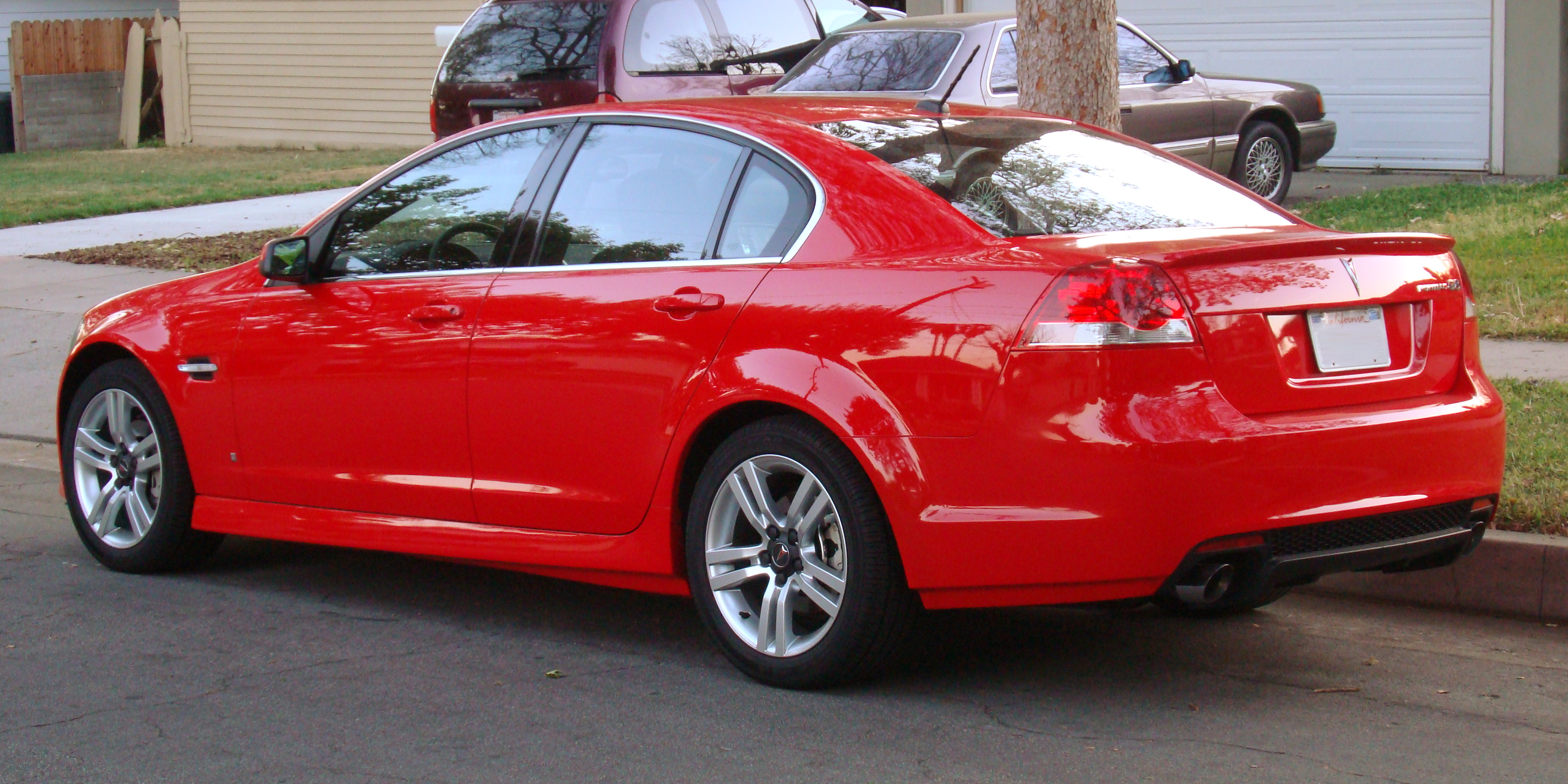
Pontiac G8 – tył

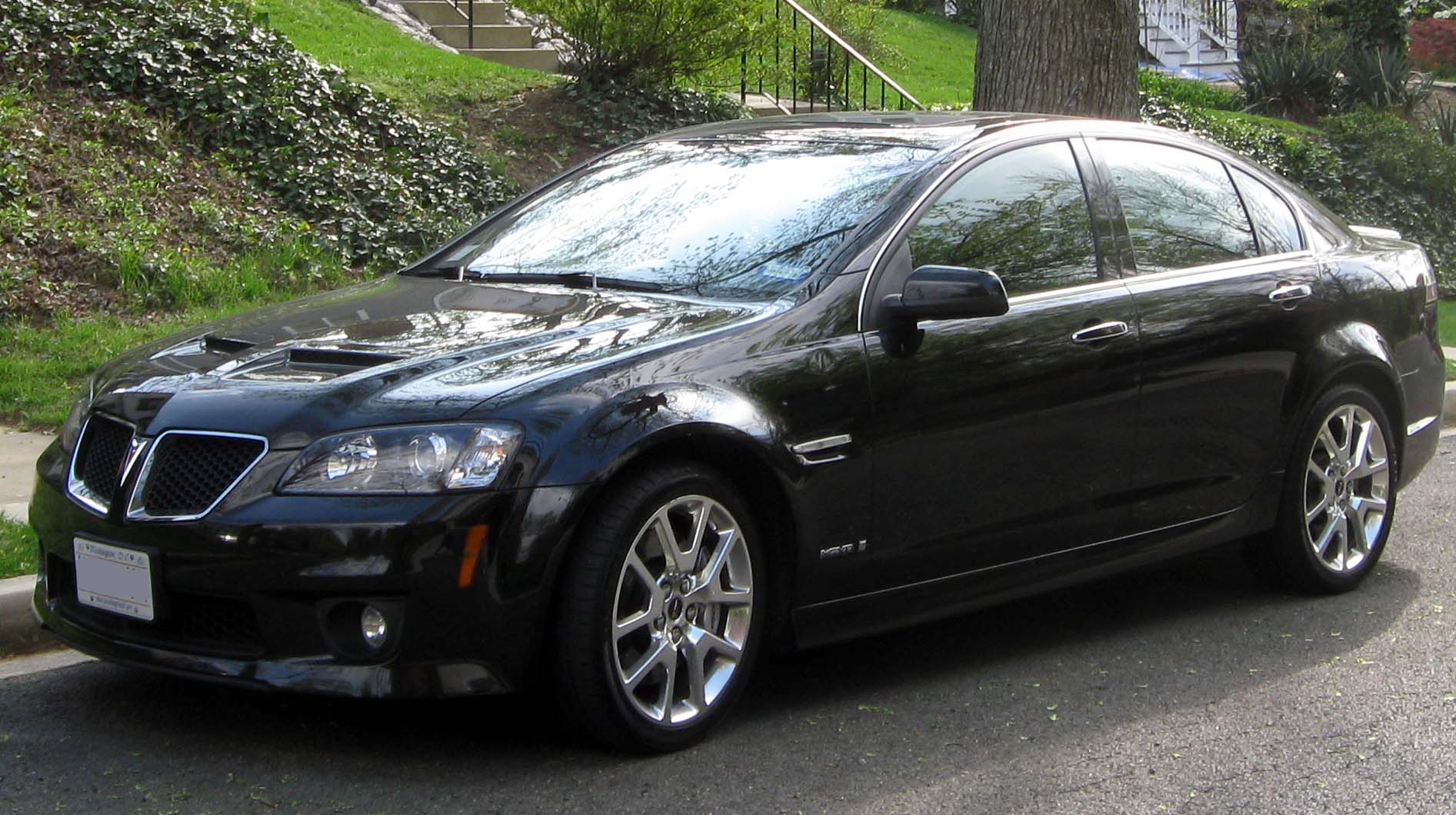
Pontiac G8 GXP

Premiera modelu miała miejsce na salonie motoryzacyjnym w Chicago w lutym 2007 roku. Podobnie jak produkowane w latach 2004–2006 coupé GTO, model powstał jako eksportowa odmiana australijskiego Holdena, tym razem - sedana Commodore w topowych wariantach.
Pontiac G8 był dostępny tylko jako 4-drzwiowy sedan. Do napędu samochodu przeznaczono jeden z trzech silników benzynowych: 3,6 l LY7 V6 o mocy 256 KM oferowanego w wersji standardowej,  6,0 l L76 V8 o mocy  361 w wersji GT oraz 6,2 l LS3 V8 o mocy 408 KM w odmianie GXP. Moc przenoszona była na oś tylną poprzez 5- lub 6-biegową automatyczną bądź 6-biegową manualną skrzynię biegów.

### Sprzedaż i koniec produkcji
Przez półtora roku rynkowej obecności Pontiaca G8 w Stanach Zjednoczonych nabywców znalazło 37 tysięcy sztuk sportowego sedana. Pomimo dużej popularności jak na niszowy charakter modelu, eksport modelu G8 z australijskich zakładów Holdena w Adelaide zakończył się 19 czerwca 2009 roku, co było efektem likwidacji marki Pontiac przez General Motors.
Z powodu dużej ilości nadwyprodukowanych zderzaków do Pontiaca o unikalnym kształcie, Holden zdecydował się zaoferować limitowaną edycję 1500 sztuk lokalnych sportowych wariantów Holdena Commodore z pozbawionymi logotypów zderzakami pierwotnie przeznaczonymi do eksportowych Pontiaków.

### Silniki
- V6 3.6l LY7 256 KM
- V8 6.0l L76 361 KM
- V8 6.2l LS3 408 KM

### Dane techniczne
- V8 6,2 l (6162 cm³), 2 zawory na cylinder, OHV
- Układ zasilania: wtrysk MPFi
- Średnica × skok tłoka: 103,25 mm × 92,00 mm
- Stopień sprężania: 10,7:1
- Moc maksymalna: 408 KM (299,8 kW) przy 6000 obr./min
- Maksymalny moment obrotowy: 545 N•m przy 4400 obr./min
- Maksymalna prędkość obrotowa silnika: 6600 obr./min